# Gastón Machín
Pour les articles homonymes, voir Gaston et Machin.
Gastón Machín, né le 23 février 1983 à Del Viso en Argentine, est un ancien footballeur argentin. Il évoluait au poste de milieu défensif.

## Biographie
Gastón Machín évolue principalement en faveur des Argentinos Juniors, du CA Independiente, et du CA Huracán.
Il effectue l'intégralité de sa carrière en Argentine, dans les championnats de première et deuxième division.